# Daliang, Sichuan
Daliang (kinesiska: 大两) är en ort i Kina. Den ligger i provinsen Sichuan, i den sydvästra delen av landet, omkring 300 kilometer nordost om provinshuvudstaden Chengdu. Antalet invånare är 5 420. Befolkningen består av 2 697 kvinnor och 2 723 män. Barn under 15 år utgör 28,0 %, vuxna 15-64 år 58 %, och äldre över 65 år 13,0 %.
Runt Daliang är det ganska tätbefolkat, med 166 invånare per kvadratkilometer. Närmaste större samhälle är Huangyang, 18,3 km sydväst om Daliang. I omgivningarna runt Daliang växer i huvudsak blandskog.
Genomsnittlig årsnederbörd är 1 375 millimeter. Den regnigaste månaden är juli, med i genomsnitt 309 mm nederbörd, och den torraste är december, med 3 mm nederbörd.